# Allan Arenfeldt Olesen
Allan Arenfeldt Olesen (Brøndby, 20 maggio 1982) è un ex calciatore danese, di ruolo difensore.

## Carriera

### Club
Olesen iniziò la sua carriera con il Brøndby, squadra pluricampione di Danimarca. Esordì nella Superliga nel settembre 2000 e da allora collezionò 47 presenze totali, fino a maggio 2004. Nel 2002, la sua squadra si aggiudicò il campionato e Olesen contribuì scendendo in campo in trentatré occasioni. L'anno seguente aiutò il club ad ottenere il successo finale nella coppa nazionale.
A luglio 2004, passò al Nordsjælland. Collezionò con la squadra 109 apparizioni e lasciò il club a giugno 2008. Si unì così ai rivali del Randers, venendo schierato in venti incontri nella sua prima stagione. Nella seconda stagione, non ebbe però spazio.
A febbraio 2010, firmò un contratto dalla durata annuale con lo Haugesund. Esordì l'11 aprile dello stesso anno, nella sconfitta per due a zero in casa del Tromsø.
A gennaio 2011, passò al Mariehamn a parametro zero. L'anno successivo, si accordò con gli svedesi dell'Åtvidaberg, esordendo nella Allsvenskan in data 2 aprile 2012, subentrando a Magnus Eriksson nel successo per 3-4 sul campo dell'Örebro.
Dopo tre campionati trascorsi in Svezia, dal 2015 torna in Danimarca firmando con il Fremad Amager impegnato in seconda serie nazionale.

### Nazionale
Olesen giocò 43 partite tra le varie nazionali giovanili della Danimarca.

## Palmarès

### Giocatore

#### Club

##### Competizioni nazionali
- Campionato danese: 1 :

Brøndby: 2001-2002
- Coppa di Danimarca: 1

Brøndby: 2002-2003